# Teoria do ponto de vista
A teoria do ponto de vista, ou epistemologia do ponto de vista é uma teoria encontrada em algumas disciplinas acadêmicas, usada para analisar discursos intersubjetivos. Este corpo de trabalho propõe que a autoridade está enraizada no conhecimento dos indivíduos (suas perspectivas) e no poder que tal autoridade exerce.
O conceito mais importante da teoria do ponto de vista é que as próprias perspectivas de um indivíduo são moldadas por suas experiências sociais e políticas. Argumenta-se que os pontos de vista são multifacetados, em vez de essencializantes: por exemplo, embora as mulheres hispânicas geralmente compartilhem algumas perspectivas, particularmente com relação à etnia ou sexo, elas não são definidas apenas por esses pontos de vista; apesar de algumas características comuns, não existe uma identidade feminina essencialmente hispânica. As vivências em grupo criam uma perspectiva geral e permanente de uma situação imensa, mas sem experiências pessoais o ponto de vista não pode se tornar verdadeiramente compreensível. O amálgama das muitas dimensões experimentadas de uma pessoa forma um ponto de vista - um ponto de vista - através do qual o indivíduo vê e compreende o mundo.
Os teóricos do ponto de vista enfatizam a utilidade de um conceito de conhecimento naturalístico, ou experiencial cotidiano (isto é, epistemologia). O ponto de vista (seja reflexivamente considerado ou não) molda quais conceitos são inteligíveis, quais afirmações são ouvidas e compreendidas por quem, quais características do mundo são perceptualmente salientes, quais razões são entendidas como relevantes e fortes e quais conclusões são críveis.
A teoria do ponto de vista apoia o que a teórica feminista Sandra Harding chama de objetividade forte, ou a noção de que as perspectivas de indivíduos marginalizados e/ou oprimidos podem ajudar a criar relatos mais objetivos do mundo. Por meio do fenômeno de fora para dentro, esses indivíduos são colocados em uma posição única para apontar padrões de comportamento que aqueles imersos na cultura do grupo dominante são incapazes de reconhecer. A teoria do ponto de vista dá voz aos grupos marginalizados, permitindo-lhes desafiar o status quo como um forasteiro interno. O status quo que representa a posição de privilégio dominante do homem branco.
A cultura predominante em que todos os grupos existem não é vivida da mesma forma por todas as pessoas ou grupos. Os pontos de vista daqueles que pertencem a grupos com mais poder social são mais validados do que aqueles em grupos marginalizados.  Aqueles em grupos marginalizados devem aprender a ser biculturais, ou "passar" na cultura dominante para sobreviver,  mesmo que essa perspectiva não seja deles.

## História

### Primeira onda da teoria do ponto de vista
As inspirações originais para a teoria do ponto de vista podem ser vistas nas obras de Georg Wilhelm Friedrich Hegel, um filósofo idealista alemão, que estudou os diferentes pontos de vista entre escravos e senhores em 1807. Ele afirmou que a relação senhor-escravo é sobre as posições de pertencimento das pessoas, e os grupos afetam como as pessoas recebem conhecimento e poder. Um trabalho essencial sobre a relação entre pontos de vista sociais e conhecimento, ou seja, visão de mundo, foi apresentado por um dos fundadores da sociologia do conhecimento Karl Mannheim, que muitas vezes é esquecido. O conceito há muito é discutido na Sociologia do Conhecimento, também em confronto com a Teoria Crítica na Escola de Frankfurt, onde foi considerado relativístico (Mannheim vs. Horkheimer). Desenvolvimentos mais recentes em estudos feministas têm um ponto semelhante, mas focando em alguns aspectos, por exemplo Nancy Hartsock examinou a teoria do ponto de vista usando as relações entre homens e mulheres. Ela publicou "The Feminist Standpoint: Developing Ground for a Specificly Feminist Historical Materialism" em 1983. Hartsock usou a dialética senhor-escravo de Hegel e a teoria de classe e capitalismo de Marx como inspiração para examinar questões de sexo e gênero.
No entanto, embora as origens da teoria do ponto de vista possam ser baseadas nas visões hegeliana e marxista, foi somente nas décadas de 1970 e 1980 que a filosofia feminista popularizou e desenvolveu a teoria do ponto de vista. O foco inicial da teoria do ponto de vista feminista era desafiar a ideia de neutralidade e objetividade científicas de um pressuposto conhecedor generalizado. Intimamente relacionado à epistemologia, os primeiros teóricos do ponto de vista exploraram como a identidade de gênero de uma pessoa afetava seus recursos epistêmicos e capacidades, ou seu acesso ao conhecimento.
O termo foi cunhado por Sandra Harding para categorizar epistemologias que enfatizam o conhecimento das mulheres. No livro de Harding, The Science Question in Feminism, de 1986, ela distingue a ideia de um ponto de vista da ideia mais genérica de uma perspectiva com a exigência de engajamento político: Ela argumenta que, devido ao engajamento político das feministas e seu foco ativo nas vidas de mulheres, permite-lhes ter um “ponto de vista” epistemicamente privilegiado.

### Teoria do ponto de vista da segunda onda
A teoria do ponto de vista contemporâneo geralmente se concentra nas posições sociais, como gênero, raça, classe social, cultura e status econômico. A teoria do ponto de vista busca desenvolver uma epistemologia feminista particular, que valoriza as experiências de mulheres e minorias como fonte de conhecimento.
Teóricos de ponto de vista proeminentes incluem Dorothy Smith, Nancy Hartsock, Donna Haraway, Sandra Harding, Alison Wylie, Lynette Hunter e Patricia Hill Collins.

## Conceitos chave
Geralmente, a teoria do ponto de vista fornece uma visão sobre circunstâncias específicas disponíveis apenas para os membros de um determinado ponto de vista coletivo. De acordo com Michael Ryan, "a ideia de um ponto de vista coletivo não implica uma característica abrangente e essencial, mas sim um sentimento de pertencer a um grupo limitado por uma experiência compartilhada". Kristina Rolin afirma que "a suposição do essencialismo é que todas as mulheres compartilham a mesma perspectiva socialmente fundamentada em virtude de serem mulheres, a suposição de privilégio epistêmico automático é que a vantagem epistêmica acumula para o subordinado automaticamente, apenas em virtude de ocuparem um determinado lugar social posição". De acordo com esta abordagem:
- Um ponto de vista é um lugar a partir do qual os seres humanos veem o mundo.
- Um ponto de vista influencia como as pessoas que o adotam constroem socialmente o mundo.
- Um ponto de vista é uma posição mental a partir da qual as coisas são vistas.
- Um ponto de vista é uma posição a partir da qual objetos ou princípios são vistos e de acordo com a qual são comparados e julgados.
- As desigualdades de diferentes grupos sociais criam diferenças em seus pontos de vista.
- Todos os pontos de vista são parciais; então (por exemplo) o feminismo de ponto de vista coexiste com outros pontos de vista.

## Formulários
Uma vez que a teoria do ponto de vista se concentra em populações marginalizadas, é frequentemente aplicada em campos que se concentram nessas populações. Ponto de vista tem sido referenciado como um conceito que deve ser reconhecido e compreendido no campo do Serviço Social, principalmente na abordagem e atendimento ao cliente. Muitas populações marginalizadas dependem do sistema de bem-estar para sobreviver. Infelizmente, aqueles que estruturam o sistema de previdência normalmente nunca precisaram utilizar seus serviços antes. A teoria do ponto de vista foi apresentada como um método para melhorar o sistema de seguridade social, reconhecendo as sugestões feitas por aqueles dentro do sistema de bem-estar. Na África, a teoria do ponto de vista catalisou um movimento social onde as mulheres são apresentadas ao rádio a fim de promover a conscientização de suas experiências e dificuldades e para ajudar essas mulheres a se curar e encontrar um fechamento. Outro exemplo que lida com a África é a escravidão e como a escravidão diferia muito dependendo se alguém era o escravo ou o senhor. Se houvesse qualquer relação de poder, nunca poderia haver uma perspectiva única. Nenhum ponto de vista poderia ser completo e não há limite para a perspectiva de ninguém.
O estudo de Asante e Davis (1989) sobre encontros inter-raciais no local de trabalho descobriu que, por causa de diferentes perspectivas culturais, abordar as interações organizacionais com outras pessoas com diferentes crenças, suposições e significados muitas vezes leva à falta de comunicação. Brenda Allen declarou em sua pesquisa que "as experiências, atitudes e comportamentos dos membros da organização no local de trabalho são frequentemente influenciados pela etnia racial".
Paul Adler e John Jermier sugerem que os estudiosos da administração devem estar cientes de seus pontos de vista. Eles escrevem que aqueles que estudam administração devem "escolher conscientemente [seus] pontos de vista e assumir a responsabilidade pelo impacto (ou falta de impacto) de [sua] bolsa de estudos no mundo".
Jermier argumentou que todas as partes de um estudo de pesquisa - identificar o problema, teorizar questões de pesquisa, coletar e analisar dados, tirar conclusões e o conhecimento produzido - existem até certo ponto por causa do ponto de vista do pesquisador. Isso o levou a questionar qual postura adotar na gestão dos cientistas. Para evitar cair nas limitações do status quo e de certos pontos de vista, ele disse que "a visão de baixo tem maior potencial para gerar reivindicações de conhecimento mais completas e objetivas". Ele continua a dizer que, “se o nosso desejo é curar o mundo, aprenderemos mais sobre como os mecanismos de raiz do mundo funcionam e sobre como as coisas podem ser mudadas, adotando os pontos de vista dessas pessoas e outras partes da natureza que mais sofrer profundamente suas feridas”.

## Teoria feminista do ponto de vista
As feministas teóricas do ponto de vista fazem três afirmações principais: ① O conhecimento está socialmente situado. ② Os grupos marginalizados estão socialmente situados de uma forma que torna mais possível para eles estarem cientes das coisas e fazerem perguntas do que para os não marginalizados. ③ A pesquisa, particularmente aquela focada nas relações de poder, deve começar com a vida dos marginalizados.
Especificamente, a teoria do ponto de vista feminista é guiada por quatro teses principais: a objetividade forte, o conhecimento situado, a vantagem epistêmica e as relações de poder.
Teóricos do ponto de vista feministas, como Dorothy Smith, Patricia Hill Collins, Nancy Hartsock e Sandra Harding afirmaram que certas posições sócio-políticas ocupadas por mulheres (e por extensão outros grupos que carecem de privilégio social e econômico) podem se tornar locais de privilégio epistêmico e, portanto, produtivos pontos de partida para a investigação das questões sobre não apenas aqueles que são socialmente e politicamente marginalizados, mas também aqueles que, por força do privilégio social e político, ocupam as posições de opressores. Essa afirmação foi gerada especificamente por Sandra Harding e, como tal, "Começar a pesquisa a partir da vida das mulheres irá gerar relatos menos parciais e distorcidos não apenas da vida das mulheres, mas também da vida dos homens e de toda a ordem social". Essa prática também é bastante evidente quando as mulheres ingressam em profissões consideradas masculinas. Londa Schiebinger declara: "Embora as mulheres agora estudem em universidades de prestígio quase no mesmo ritmo que os homens, raramente são convidadas a ingressar no corpo docente das melhores universidades... A socióloga Harriet Zuckerman observou que 'quanto mais prestigiosa a instituição, mais tempo as mulheres esperam para serem promovidas'. Os homens, em geral, não enfrentam tal troca".
Feministas de ponto de vista têm se preocupado com esses dualismos por duas razões relacionadas. Em primeiro lugar, os dualismos geralmente implicam uma relação hierárquica entre os termos, elevando um e desvalorizando o outro. Ele também disse que quando sugerimos que as decisões devem ser feitas de forma racional, não emocional, por exemplo, estamos mostrando que a razão tem um valor mais alto em nossa cultura do que a emoção. Além disso, relacionado a essa questão está a preocupação de que esses dualismos frequentemente se tornem sexistas em nossa cultura. Nesse processo, os homens são associados a um extremo e as mulheres a outro. No caso da razão e da emoção, as mulheres são identificadas com a emoção. Como nossa cultura valoriza menos a emoção do que a razão, as mulheres sofrem com essa associação. As críticas feministas geralmente estão preocupadas com o fato de que dualismos forçam falsas dicotomias (partição de um todo) em mulheres e homens, falhando em ver que a vida é menos ou / ou do que ambos / e, como sustenta a teoria da dialética relacional.

## Teoria do ponto de vista indígena
A teoria do ponto de vista indígena em sua totalidade é uma abordagem teórica intrincada de como os indígenas navegam nas dificuldades de suas experiências em espaços que contestam sua epistemologia. Mais precisamente, sua utilização decorre de uma formação diversificada de grupos marginalizados cujas experiências foram rejeitadas e suprimidas dentro de uma produção de conhecimento intelectual. Porém, a análise dessas experiências não é o ciclo de acumulação de histórias, de experiências vividas e, por sua vez, não produz narrativas subjetivas ilimitadas para obstruir o conhecimento objetivo.
O ponto de vista indígena, assim como a teoria feminista, espera que o “conhecedor” direcione seu status social de privilégio para aqueles que estão pesquisando. Ao nos dirigirmos a nós mesmos como 'conhecedores' no ambiente, a intenção não é realinhar o foco, entretanto, para incluir as relações sociais dentro do que nós, como “conhecedores” sabemos. É uma questão de respeito, pois espera-se que o pesquisador declare quem ele é e com que base ele escreve. Essa “autoconsciência é fundamental para o processo de pesquisa porque deve resultar em um papel do pesquisador que seja respeitoso e não destrutivo, agressivo ou controlador”.
Um 'conhecedor' indígena não possui uma 'postura crítica readymade' predisposta sobre o mundo, ao invés disso, ele apresenta questões necessárias para responder antes de ser capaz de produzir conhecimento objetivo. Assim, esse engajamento nos permite criar um ponto de vista indígena crítico. Isso por si só não determina a verdade, entretanto, produz um argumento potencial de alcance com outras respostas possíveis. Os argumentos estabelecidos, no entanto, ainda exigem que seu fundamento seja racional e razoável e responda à lógica e aos pressupostos sobre os quais foram estabelecidos. Assim, os argumentos não podem afirmar uma reivindicação de verdade sobre uma ideia, porque eles, o indivíduo indígena, são parte da comunidade indígena, pois a teoria não permitiria se autorizar apenas como verdadeiros com base em sua experiência. A teoria do ponto de vista indígena é facilitada por três princípios, definidos por Martin Nakata.
O primeiro princípio Nakata afirma “Partiria, portanto, da premissa de que minha posição social é discursivamente constituída no interior e constitutiva de um conjunto complexo de relações sociais expressas por meio da organização social de meu cotidiano”. Isso denota que a posição social de uma pessoa é estabelecida e o reconhecimento das relações sociais dentro de fatores como sociais, políticos, econômicos e culturais, impacta e influencia quem você é e estrutura o seu dia a dia. O segundo princípio, Nakata afirma: “Esta experiência é um empurra-empurra entre as posições indígenas e não indígenas; isto é, a confusão familiar com ser constantemente solicitado a qualquer momento para concordar e discordar de qualquer proposição com base em uma escolha restrita entre uma perspectiva de whitefella ou blackfella”. Isso significa que a posição que os indígenas ocupam na interface cultural para decidir uma postura contínua é reconhecida. Em vez disso, a reorganização da agência indígena deve ser constituída com base no que eles sabem dessa posição. Colocado de maneira simplista, questiona-se por que os indígenas deveriam escolher posições em vez de compartilhar o que sabem de ambos. O terceiro e último princípio Nakata afirma “a ideia de que as constantes 'tensões' que este cabo de guerra cria são fisicamente experimentadas e tanto informa como limita o que pode ser dito e o que não deve ser dito a cada dia”. Nakata aqui está descrevendo os mundos físicos de como indígenas e não indígenas diferem no contexto cotidiano, e como essas diferenças podem informar sobre o limite que pode ser inaceitável na sociedade colonial ocidental que de outra forma seria aceitável com outros povos indígenas.
Nakata descreve que esses três princípios permitem que ele forje um ponto de vista crítico a partir da interface cultural e possibilite criar melhores argumentos em relação à sua posição dentro de epistemologias e com outros grupos de 'conhecedores'. No entanto, derrubar uma posição na qual ele é dominante por causa de seus antecedentes, devido aos argumentos serem simplistas ou deturpados, sem nenhuma evidência para se apoiar.
Assim, a teoria do ponto de vista indígena pode ser definida como um “método de investigação, um processo para tornar mais inteligível 'o corpus de conhecimento objetificado sobre nós' à medida que emerge e organiza a compreensão de ... realidades vividas”.

## Críticas
Os críticos argumentam que a teoria do ponto de vista, apesar de desafiar o essencialismo, confia no essencialismo, visto que se concentra no dualismo de subjetividade e objetividade. No que diz respeito à teoria do ponto de vista feminista: embora afaste muitas falsas generalizações das mulheres, argumenta-se que o foco em grupos sociais e classes sociais de mulheres ainda é inerentemente essencialista. As generalizações em todo o gênero feminino podem ser divididas em grupos menores e mais específicos pertencentes às diferentes classes sociais e culturas das mulheres, mas ainda são generalizadas como grupos distintos e, portanto, a marginalização ainda ocorre. West e Turner afirmaram que uma autora chamada Catherine O'Leary (1997) argumentou que embora a teoria do ponto de vista tenha sido útil para reivindicar as experiências das mulheres como tópicos de pesquisa adequados, ela contém uma ênfase problemática na universalidade dessa experiência, às custas das diferenças entre as experiências das mulheres.
Outra crítica principal da teoria do ponto de vista de Harding e Wood é a credibilidade de uma forte objetividade versus subjetividade. Os teóricos do ponto de vista argumentam que os pontos de vista são relativos e não podem ser avaliados por nenhum critério absoluto, mas fazem a suposição de que os oprimidos são menos tendenciosos ou mais imparciais do que os privilegiados. Isso deixa em aberto a possibilidade de um desequilíbrio de poder, no qual o grupo oprimido intencionalmente ou não se torna o opressor. O desequilíbrio intencional de poder, ou vingança, pode se manifestar como justificativa para o extremismo e o militarismo, que às vezes pode ser visto em formas mais extremas de feminismo.
Enquanto os primórdios da teoria do ponto de vista são baseados no paradigma crítico de uma visão marxista da opressão de classe social, uma filosofia feminista se desenvolveu nas décadas de 1970 e 1980 e o foco principal tem sido o lado feminista. Outros grupos, a partir de agora, precisam ser incluídos na teoria e uma nova ênfase precisa ser dada a outros grupos marginalizados ou silenciados. Esses grupos envolvem minorias, culturalmente diferentes e pessoas com deficiência ou com deficiência. Quando Harding e Wood conceberam a teoria do ponto de vista, não entendiam, quando a definiram como uma visão feminista, que existem diferentes culturas no mesmo grupo social. Muitos pesquisadores não têm certeza da ideia de haver essencialismo, pois o essencialismo se refere à prática de generalizar todos os grupos como se fossem, em essência, os mesmos. ” Os primeiros teóricos do ponto de vista procuraram compreender a maneira como a identidade de gênero dos conhecedores afetava seus recursos e capacidades epistêmicas”.:48 Esses outros grupos silenciados ou marginalizados têm uma abordagem mais realista da teoria do ponto de vista, pois eles têm experiências diferentes daquelas que estão no poder e, mesmo dentro desses grupos silenciados, as diferenças definidas por diferentes culturas de pessoas podem ter um ponto de vista alterado. Esta visão fornece uma base que em parte a Teoria do Ponto de Vista tem um princípio central da tese de inversão e Joshua St. Pierre definiu isso como "a tese de inversão dá autoridade epistêmica para aqueles marginalizados por sistemas de opressão na medida em que essas pessoas são frequentemente melhores conhecedores do que aqueles que se beneficiam da opressão. Simplificando: a expropriação social produz privilégio epistêmico".
Wylie talvez tenha fornecido a articulação mais sucinta da teoria do ponto de vista da segunda onda. Para ela, um ponto de vista não marca um território claramente definido como “mulheres” dentro do qual os membros têm privilégio automático, mas é uma postura de engajamento epistêmico. Respondendo à afirmação de que a tese do conhecimento situado reifica o essencialismo, Wylie, portanto, argumenta que é "uma questão aberta (empírica) se tais estruturas se obtêm em um determinado contexto, que forma assumem e como são internalizadas ou incorporadas por indivíduos".:62 As identidades são complexas e não podem ser reduzidas a binários simples. Da mesma forma, ela argumenta que a crítica ao privilégio automático vacila na medida em que um ponto de vista nunca é dado, mas é alcançado. (São Pedro) 

## Interseccionalidade
Enquanto a Teoria do Ponto de vista oferece uma perspectiva individual relacionada à experiência social e à posição social de alguém para olhar o mundo. A interseccionalidade é uma epistemologia sistemática que se originou no ativismo do movimento social do início dos anos 1980 nos Estados Unidos é usada pelas feministas como uma ferramenta analítica para examinar as opressões causadas pelas interações mediadas entre diferentes fatores sociais incluindo desigualdade social, poder, gênero, raça, sexualidade, história, cultura, região, religião e assim por diante. Muito semelhante à teoria do ponto de vista, o conceito de interseccionalidade expande o intervalo de um ou dois pontos de vista principais para a intersecção entre vários fatores. Diferente do ponto de vista feminista, que se baseia mais na liberação feminina do patriarcado porque o trabalho é sexualmente distinto por gênero e, portanto, resulta na naturalização da submissão feminina em relação ao masculino. o conceito de interseccionalidade indica que as opressões femininas não são causadas por um único aspecto, mas por todos os outros aspectos trabalhando juntos. No entanto, a interseccionalidade de diferentes fatores também contribui para a divisão do trabalho na força de trabalho. Embora a interseccionalidade seja considerada como trazendo complexidade ao analisar problemas sociais, Kathy Davis afirmou que ela tem aplicabilidade universal não apenas para casos de feminismo, mas também é significativa quando a interseccionalidade é aplicada em outras áreas. Por exemplo, a interseccionalidade também é aplicada no ensino superior, políticas identitárias, geografia e assim por diante, o que permite às pessoas reconsiderar e reconstruir questões sociais e conceitos sociais de diferentes facetas.